# Estadio OSIR
El Estadio OSIR (en polaco: Stadion Ośrodka Sportu i Rekreacji) es un estadio multiusos utilizado principalmente para partidos de fútbol y eventos de atletismo ubicado en la ciudad de Zamość y actualmente es la sede del Hetman Zamość.

## Historia
La idea de la construcción de un polideportivo en Zamość fue el Comité para la construcción de una piscina y un estadio en Zamość, el cual sería inaugurado en 1933. Un año después se inauguró la piscina. En 1935 se inició la construcción del llamado Parque deportivo con estadio deportivo. En el período de posguerra el centro experimentó una importante expansión, se reconstruyeron el campo y la pista del antiguo estadio, se construyó un campo de entrenamiento de fútbol y un complejo de campos de juegos pequeños. Entre los años 1967-1971 se construyó un moderno pabellón deportivo diseñado por Wojciech Zabłocki por un importe de PLN 8 millones, que fue renovado a fondo en 2006.
El estadio forma parte del complejo deportivo de la ciudad, que se encuentra en el mismo centro de la ciudad, cerca del casco antiguo y del parque de la ciudad, y en la orilla del río Łabuńka.
Entre los años 2007 - 2012 el Centro Deportivo y Recreativo junto con el Ayuntamiento de Zamość planearon modernizar completamente el estadio. Los planes incluyen la reconstrucción de la parte no renovada de las gradas, renovación de instalaciones sanitarias, sistema de sonido, salas para reporteros y observadores e instalación de iluminación artificial. Las inversiones serán cofinanciadas por la Unión Europea.